# Vaterpolo klub Jadran Herceg-Novi
VK Jadran je crnogorski vaterpolski klub iz gradića Herceg-Novog.

## Povijest
Osnovao ga je crnogorsko - hrvatski fotograf Feliks Laforest.

## Sezona 2006/07.
Postava u sezoni 2006/07.:
Šćepanović, Sekulić, B. Ivović, Danilović, Vukčević, Radović, Vrbica, Kancijanić, A. Ivović, Pejaković, Klikovac, Oreb, Jelić.
Trener: Petar Porobić
U sezoni 2006/07. natječe se u LENA kupu, a natjecanje je započeo u Euroligi. Došao je do osmine završnice, u kojoj je ispao od ruskog predstavnika "Dinama" iz Moskve.
U domaćem prvenstvu su u završnici izgubili od kotorskog "Primorca" u dva susreta.
U prvom kupu Crne Gore su pobjednici, pobijedivši "Budvansku rivijeru" u oba susreta.

## Klupski uspjesi
- prvaci Jugoslavije: 1958. i 1959.
- prvaci Srbije i Crne Gore: 2002/03., 2003/04.
  - doprvaci Crne Gore: 2006/07.
  - doprvaci Jadranske lige: 2008/09.
- kup Srbije i Crne Gore: 2003/04.
- kup Crne Gore: 2006/07.
- europski doprvaci: 2003/04.
- Jadranska vaterpolska liga: 2010., 2011.
  - doprvaci: 2017.

## Poznati treneri
- Petar Porobić

## Vaterpolisti iz Hrvatske u Jadranu
- Danijel Premuš: 2005/06. (došao iz riječkog "Primorja") te 2007/08. -po ugovoru 3 godine (došao iz zagrebačke "Mladosti"); prvi igrač iz R. Hrvatske koji je otišao igrati u Crnu Goru
- Danijel Kancijanić, bivši igrač Primorja[2][3]

## Vanjske poveznice
- Službene stranice  Arhivirana inačica izvorne stranice od 16. prosinca 2009. (Wayback Machine)